# Лейла (фильм)
«Лейла» — иранский фильм-драма, снятый в 1996 году.

## Сюжет
В день Ашуры (день поминовения имама Хусейна, павшего мученической смертью в 680 году в Кербеле) семья Лейлы устраивает торжество, на котором готовят пудинг. Один из друзей приводит туда Резу. Через три месяца Реза (Али Мосаффа) и Лейла (Лейла Хатами) женятся.
Празднуется день рождения Лейлы, она получает много подарков и чувствует себя невероятно счастливой. Свекровь говорит, как она ждёт рождения внука.
Вскоре Реза и Лейла вынуждены обратиться к доктору из-за того, что они не могут зачать ребёнка. Из анализов следует, что Лейла не может иметь детей и ей необходимо лечение, которое, однако, не гарантирует результата. Они пробуют все методы лечения, включая народные, которые оказываются неэффективными. Всё это время свекровь неотступно следит за происходящим.
По инициативе Лейлы пара приезжает в детский дом, но Лейла признаётся, что дети кажутся ей совсем чужими и ей легче было бы воспитать ребёнка Резы, хоть и не рождённого ею.
На семейном празднике свекровь говорит Лейле, что Реза очень хочет иметь детей и Лейла должна согласиться на то, чтобы Реза взял ещё одну жену.
Дома Лейла и Реза обсуждают эту проблему и Реза утверждает, что он не хочет иметь детей, что он доволен тем, что у него есть, и очень любит Лейлу.
Но свекровь продолжает настаивать на своём, так как Реза её единственный сын и только у него могут быть наследники рода, несмотря на то, что, кроме Резы, в семье четыре дочери.
Постепенно свекровь уговаривает Лейлу и Резу на сватовство. Реза соглашается при условии, что выбор будет одобрен Лейлой. На каждое свидание Лейла готовит костюм Резы. Первые три кандидатки были отвергнуты Резой, и они с Лейлой даже шутили, обсуждая их недостатки. Всё это приносит проблемы в семейных отношения. Реза даже предлагает уехать туда, где их никто не знает. Резу поддерживает его отец.
Но мать Резы находит ещё одну девушку, молодую, уже бывшую замужем. Лейла говорит Резе, что она не против, чтобы тот взял Гити в жёны, хотя видела её только мельком. Лейла помогает Резе выбрать свадебные украшения для Гити.
Перед свадьбой Лейла убирает в доме, готовит постель для новобрачных, расставляет цветы, переносит свои вещи в гостевую комнату.
Лейла остаётся в комнате для гостей, когда после свадьбы Реза приводит Гити. Они поднимаются в спальню. Лейла не выдерживает этого, уходит к родным и рассказывает о случившемся. Реза несколько раз приходит и уговаривает её вернуться.
У Реза и Гити, к огорчению свекрови, рождается не сын, а дочь, Боран. В семье Резы происходят ссоры из-за того, что Реза не уделяет новой жене достаточно внимания. Вскоре Гити и Реза разводятся. Гити выходит замуж за давнего поклонника, Реза же остаётся один в доме. Он живёт надеждой на то, как однажды, в день праздника Ашуры, когда все будут готовить праздничное блюдо, он снова, как когда-то, придёт в дом Лейлы и уговорит её вернуться с ним домой.
Ровно через три года после первой встречи Резы и Лейлы Реза с дочерью приходит на семейное торжество в дом Лейлы.